# Devereaux Jennings
(Joseph) Devereaux 'Dev' Jennings, né le 22 septembre 1884 en Utah (lieu indéterminé), mort le 12 mars 1952 à Los Angeles — Quartier d'Hollywood (Californie), est un directeur de la photographie et technicien des effets visuels américain.
Membre fondateur de l'ASC, il est généralement crédité Devereaux Jennings, ou de son surnom, Dev Jennings.
Autres noms alternatifs : J.D. Jennings (surtout à ses débuts), D. Jennings, Devereux Jennings, J. Devereaux Jennings et J. Dev Jennings.

## Biographie
Comme chef opérateur, Devereaux Jennings débute sur un court métrage muet sorti en 1915. Il œuvre principalement sur une soixantaine de films muets, dont quatre — parmi ses plus connus — de et avec Buster Keaton, comme Le Mécano de la « General » (1926) et Cadet d'eau douce (1928). Un de ses films parlants notables est L'Ennemi public (1931), avec James Cagney. En 1932, il met quasiment un terme à cette carrière de directeur de la photographie, n'y revenant ensuite que pour deux courts métrages musicaux (1934 et 1936), un western — genre bien représenté dans sa filmographie — avec John Wayne (La Ville du diable en 1937), un film comme photographe associé en 1938 (Toura, déesse de la Jungle), et enfin un dernier film comme photographe de seconde équipe en 1948 (Visage pâle). Au total, Devereaux Jennings contribue à quatre-vingt-cinq films américains en tant que directeur de la photographie.
À l'instar de ses collègues Gordon Jennings (son frère, 1896-1953) et Loyal Griggs, il développe une seconde activité, celle de technicien des effets visuels, d'abord sur Le Monde perdu (1925), et surtout, sur vingt films entre 1936 et 1952 (certains, en collaboration avec son frère), les trois derniers réalisés par Cecil B. DeMille (dont Sous le plus grand chapiteau du monde, sorti en janvier 1952, peu avant sa mort).
Comme technicien des effets visuels, Devereaux Jennings gagne un Oscar d'honneur en 1939 (pour Les Gars du large), puis obtient une nomination à l'Oscar des meilleurs effets visuels en 1948 (pour une autre réalisation de Cecil B. DeMille, Les Conquérants d'un nouveau monde).
En 1919, il est l'un des quinze membres fondateurs de l'American Society of Cinematographers (ASC).

## Filmographie partielle

### Comme directeur de la photographie
- 1915 : Matrimony de Scott Sidney (court métrage)

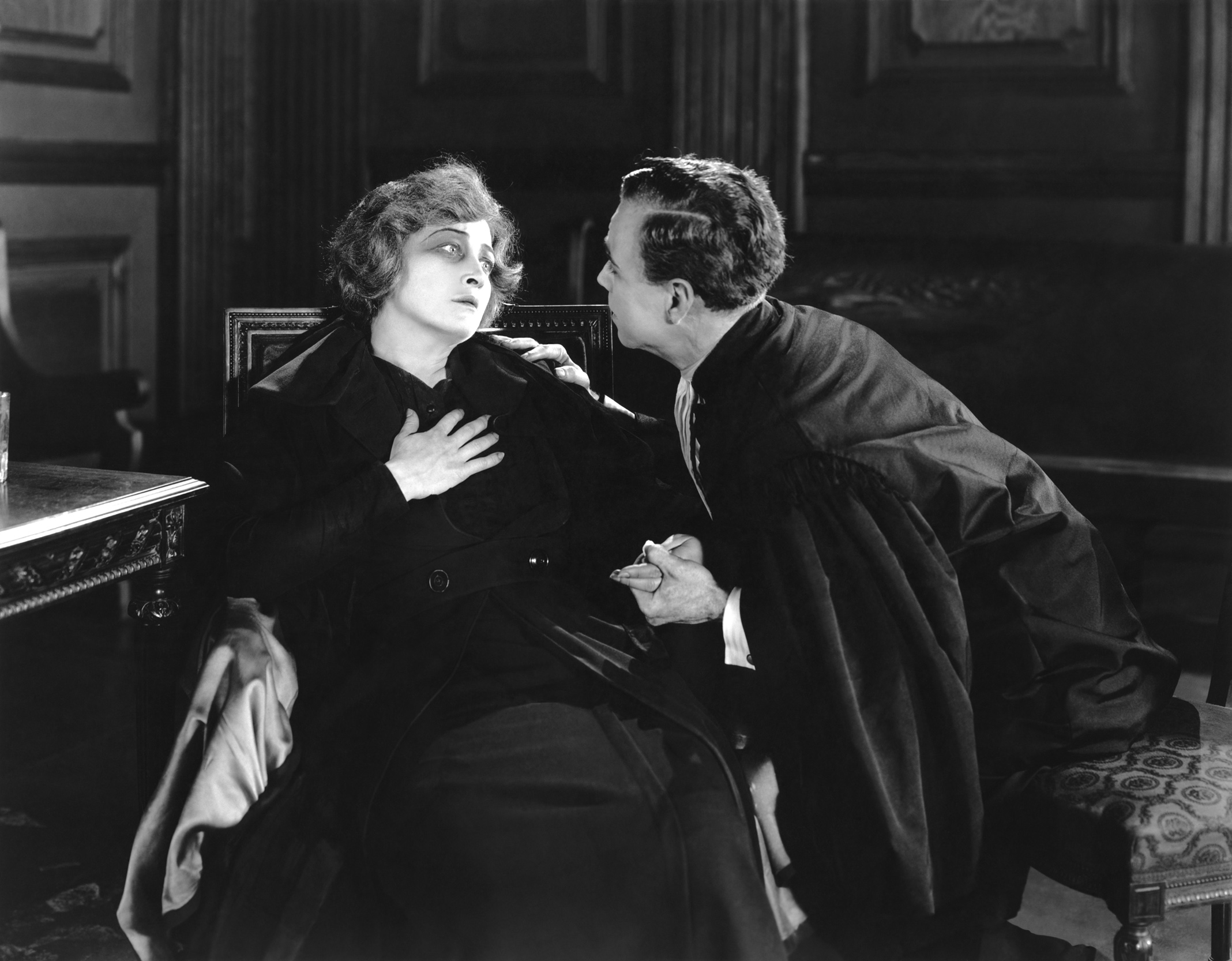
Madame X (1920) : Pauline Frederick et Casson Ferguson

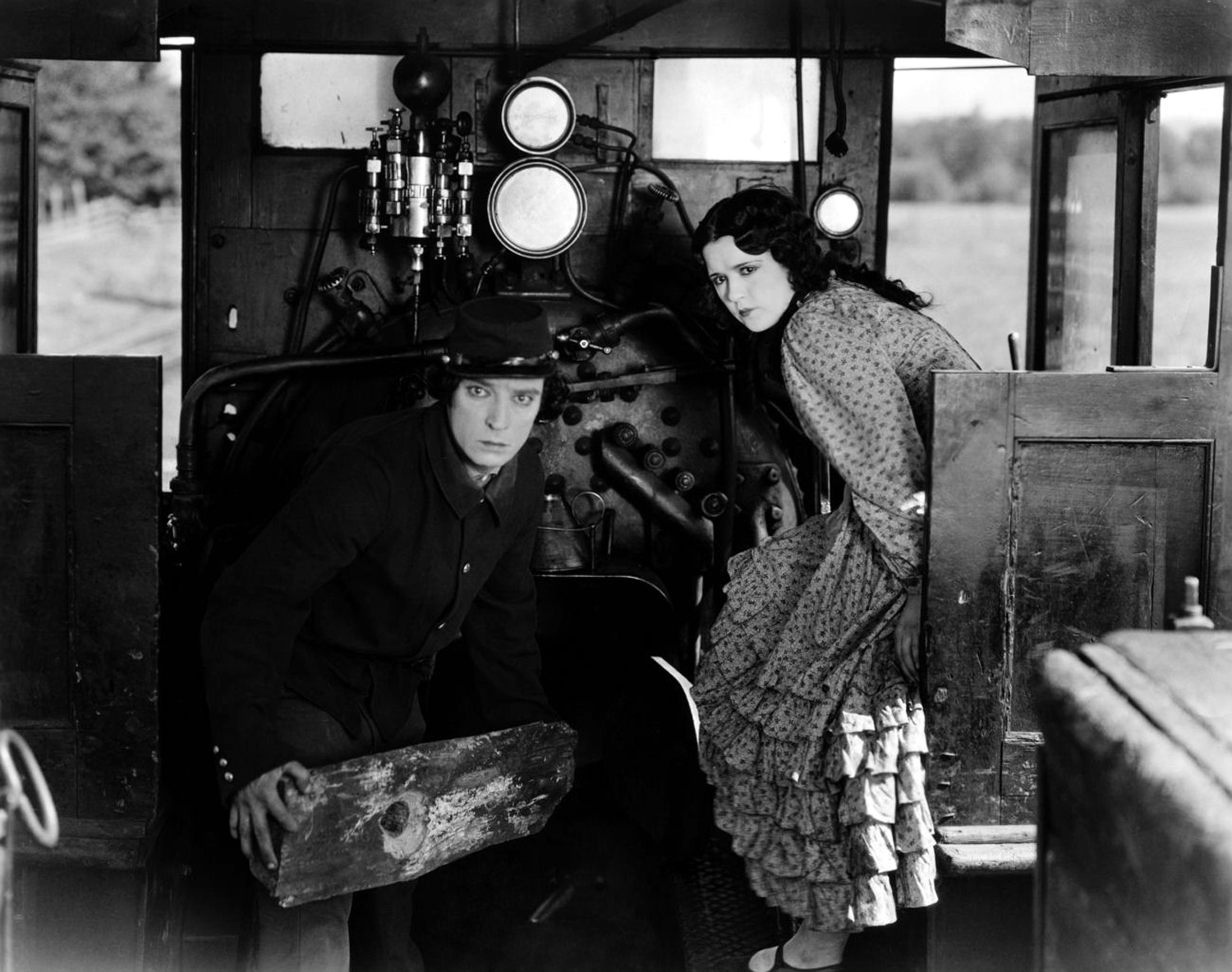
Le Mécano de la « General » (1926) : Buster Keaton et Marion Mack

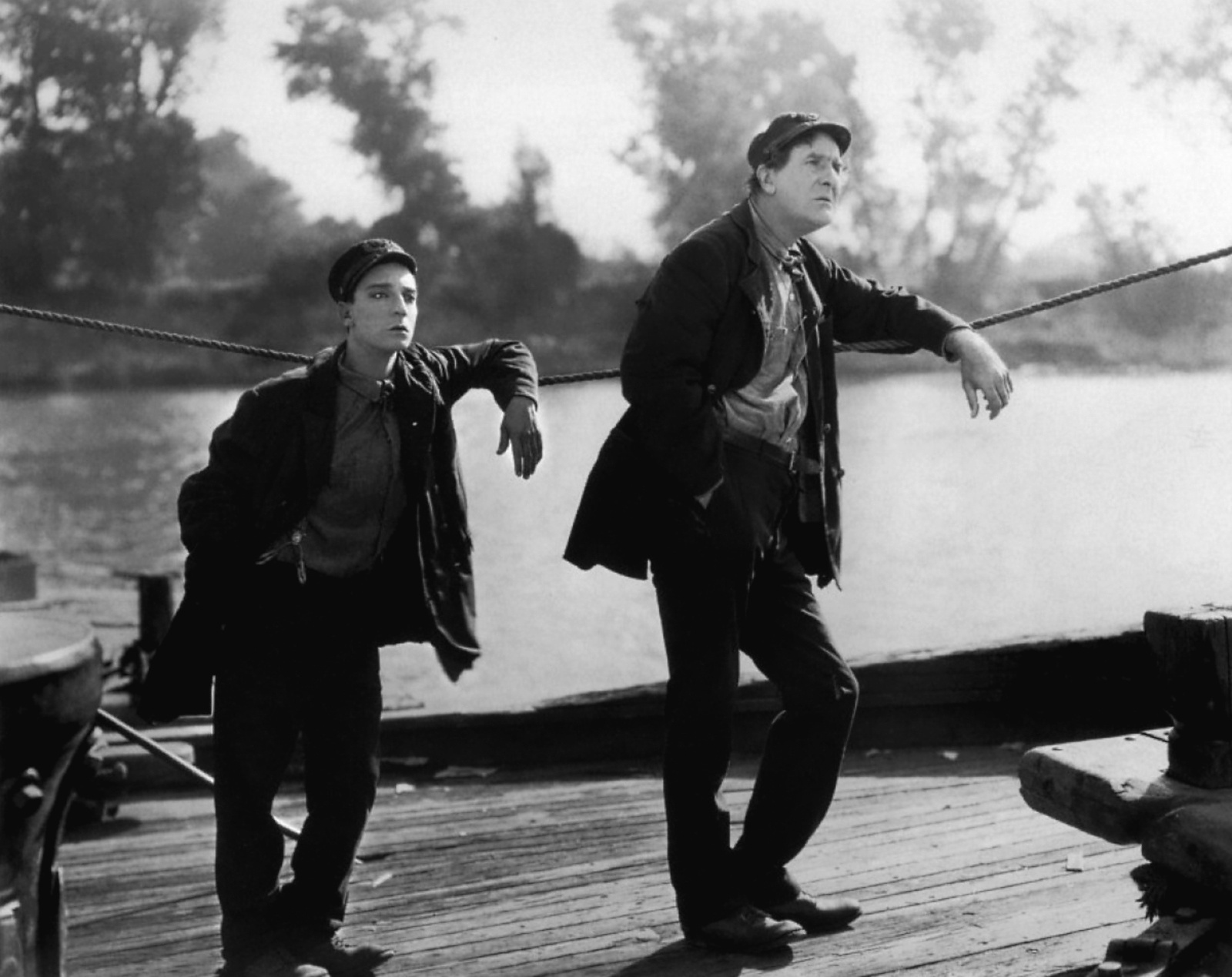
Cadet d'eau douce (1928) : Buster Keaton et Ernest Torrence

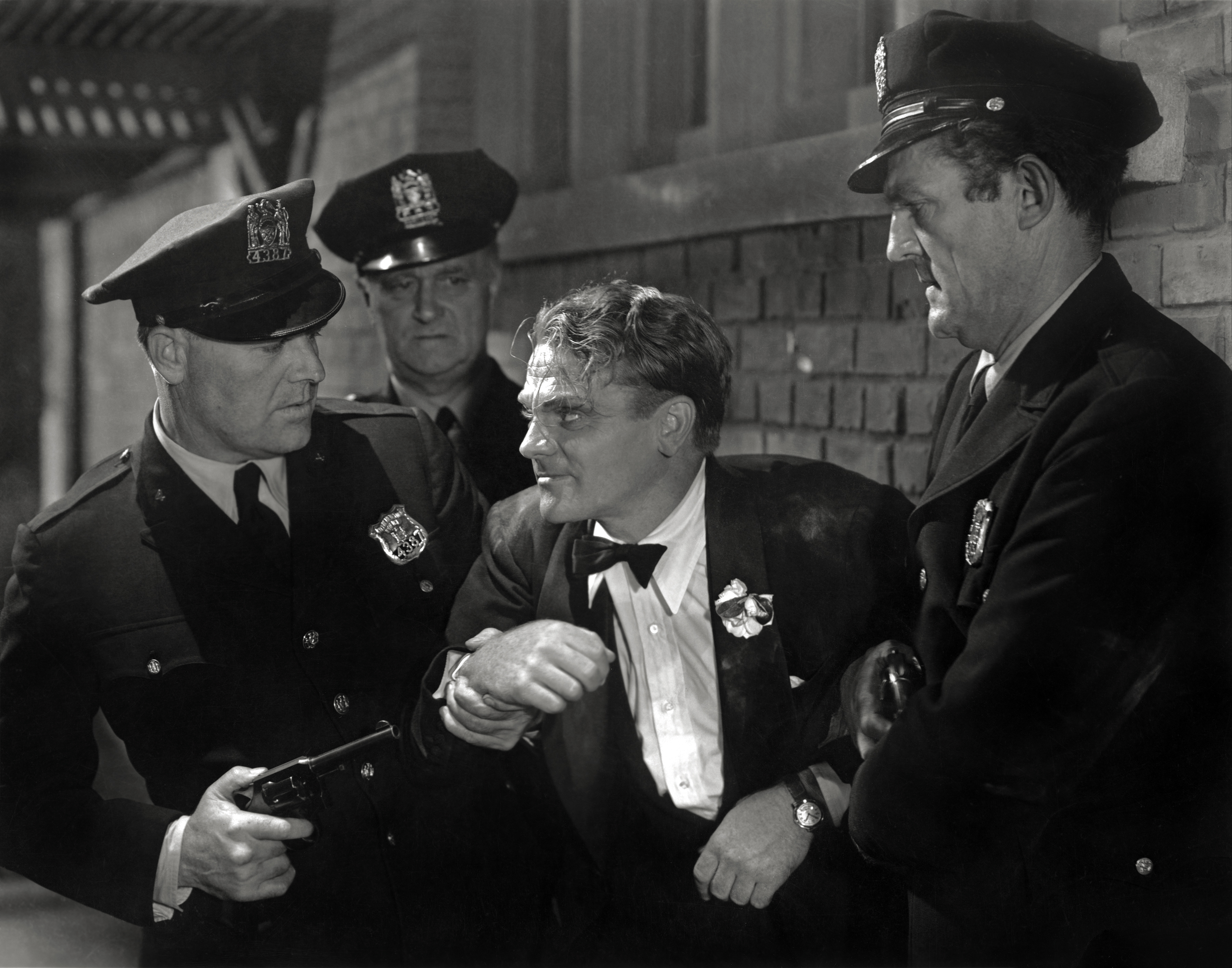
L'Ennemi public (1931) : James Cagney au centre

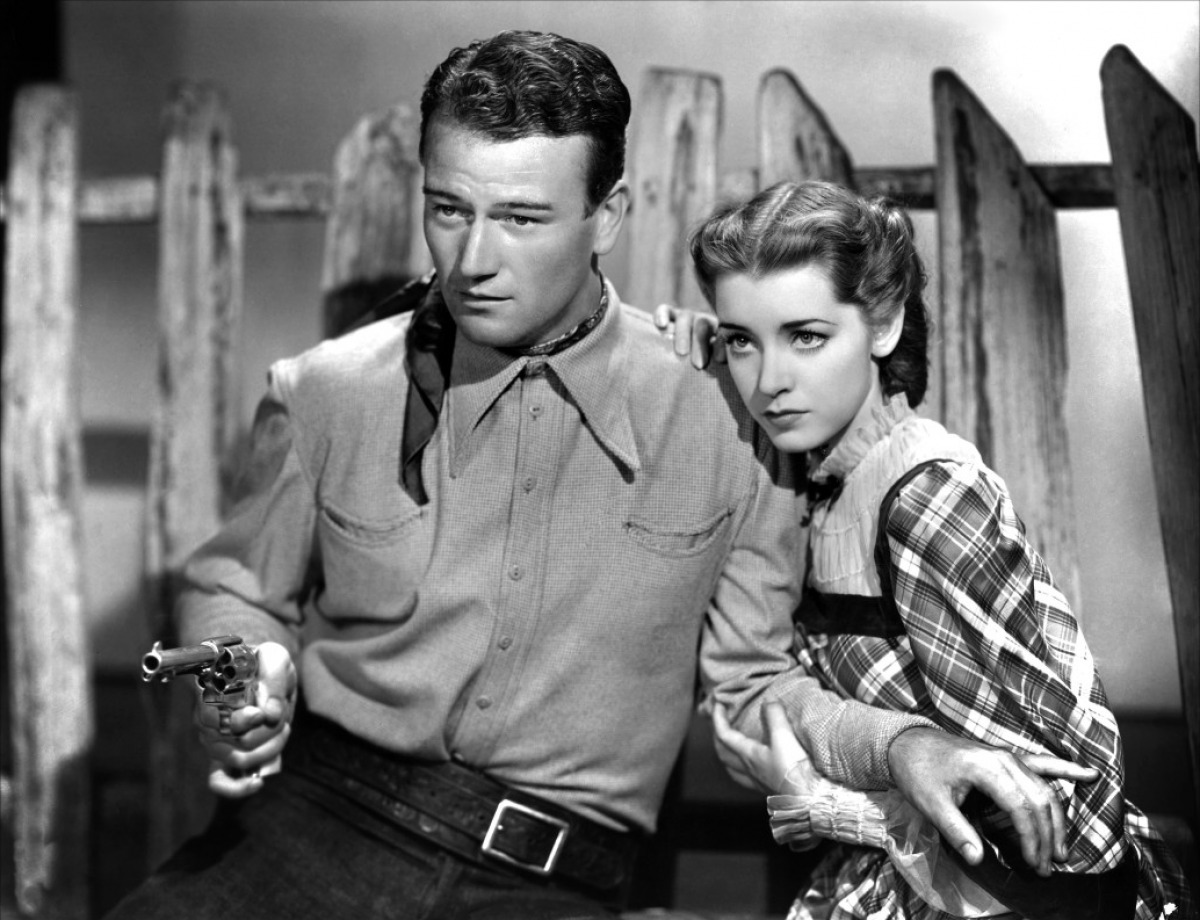
La Ville du diable (1937) : John Wayne et Marsha Hunt

- 1916 : Civilisation (Civilization) de Reginald Barker, Thomas H. Ince et Raymond B. West
- 1916 : Richesse maudite (The Dividend) de Thomas H. Ince et Walter Edwards
- 1916 : Le Défenseur (The Sin Ye Do) de Walter Edwards
- 1916 : Eye of the Night de Walter Edwards
- 1916 : The Corner de Walter Edwards
- 1916 : The Mediator d'Otis Turner
- 1918 : Six Shooter Andy de Sidney Franklin
- 1918 : Fame and Fortune de Lynn Reynolds
- 1919 : The Forbidden Room de Lynn Reynolds
- 1919 : Miss Adventure de Lynn Reynolds
- 1919 : Evangeline de Raoul Walsh
- 1920 : Madame X de Frank Lloyd
- 1920 : The Daredevil de Tom Mix
- 1921 : The Mistress of Shenstone de Henry King
- 1921 : Une mère (Salvage) de Henry King
- 1922 : The Glory of Clementina d'Émile Chautard
- 1922 : Without Compromise d'Emmett J. Flynn
- 1922 : Une femme de tête (Two Kinds of Women) de Colin Campbell
- 1922 : The Boss of Camp Four de W. S. Van Dyke
- 1923 : Brass Commandments de Lynn Reynolds
- 1923 : Children of Jazz de Jerome Storm
- 1923 : The Gunfighter de Lynn Reynolds
- 1925 : The Million Dollar Handicap de Scott Sidney
- 1925 : L'Aigle noir (The Eagle) de Clarence Brown
- 1925 : Cobra de Joseph Henabery
- 1925 : Steel preferred de James Patrick Hogan
- 1926 : Le Dernier Round (Battling Butler) de Buster Keaton
- 1926 : Le Mécano de la « General » (The General) de Clyde Bruckman et Buster Keaton
- 1927 : The Missing Link de Charles Reisner
- 1927 : Sportif par amour (College), de Buster Keaton et James W. Horne
- 1928 : Flying Romeos de Mervyn LeRoy
- 1928 : Vamping Venus d'Edward F. Cline
- 1928 : Cadet d'eau douce (Steamboat Bill, Jr.) de Buster Keaton et Charles Reisner
- 1929 : The Sap (en) d'Archie Mayo
- 1929 : Sally de John Francis Dillon
- 1930 : Golden Dawn de Ray Enright
- 1930 : Hold Everything de Roy Del Ruth
- 1930 : Bride of the Regiment de John Francis Dillon
- 1930 : The Matrimonial Bed de Michael Curtiz
- 1930 : Chanson de l'Ouest (Song of the West) de Ray Enright
- 1930 : Charivari (The Life of the Party) de Roy Del Ruth
- 1930 : Oh Sailor Behave d'Archie Mayo
- 1931 : Manhattan Parade de Lloyd Bacon
- 1931 : Side Show de Roy Del Ruth
- 1931 : Fifty Million Frenchmen (50 Million Frenchmen) de Lloyd Bacon
- 1931 : L'Ennemi public (The Public Enemy) de William A. Wellman
- 1931 : Finn and Hattie de Norman Z. McLeod et Norman Taurog
- 1932 : The Famous Ferguson Case de Lloyd Bacon
- 1932 : Stranger in Town d'Erle C. Kenton
- 1937 : La Ville du diable (Born to the West ou Hell Town) de Charles Barton
- 1938 : Toura, déesse de la jungle (Her Jungle Love) de George Archainbaud (directeur de la photographie associé)
- 1948 : Visage pâle (The Paleface) de Norman Z. McLeod (directeur de la photographie de seconde équipe)

### Comme technicien des effets visuels
- 1925 : Le Monde perdu (The Lost World) de Harry O. Hoyt
- 1936 : Rhythm on the Range de Norman Taurog
- 1937 : Champagne valse (Champagne Walzer) d'A. Edward Sutherland
- 1938 : Les Gars du large (Spawn of the North) de Henry Hathaway
- 1944 : Une femme sur les bras (Practically Yours) de Mitchell Leisen
- 1945 : Duffy's Tavern de Hal Walker
- 1945 : Hold that Blonde de George Marshall
- 1946 : La Double Énigme (The Dark Mirror) de Robert Siodmak
- 1946 : Révolte à bord (Two Years before the Mast) de John Farrow
- 1946 : En route vers l'Alaska (Road to Utopia) de Hal Walker
- 1946 : À chacun son destin (To Each His Own) de Mitchell Leisen
- 1946 : Le Traître du Far West (The Virginian) de Stuart Gilmore
- 1946 : Les Héros dans l'ombre (O.S.S.) d'Irving Pichel
- 1946 : The Searching Wind de William Dieterle
- 1946 : Le Joyeux Barbier (Monsieur Beaucaire) de George Marshall
- 1947 : Californie terre promise (California) de John Farrow
- 1947 : Meurtres à Calcutta (Calcutta) de John Farrow
- 1947 : Les Conquérants d'un nouveau monde (Unconquered) de Cecil B. DeMille
- 1947 : Ils étaient quatre frères (Blaze of Noon) de John Farrow
- 1949 : Samson et Dalila (Samson and Delilah) de Cecil B. DeMille
- 1952 : Sous le plus grand chapiteau du monde (The Greatest Show on Earth) de Cecil B. DeMille

## Nomination et récompense
- Oscar d'honneur gagné en 1939, pour les effets visuels de Les Gars du large (partagé notamment avec Gordon Jennings).
- Nomination (partagée notamment avec Gordon Jennings) à l'Oscar des meilleurs effets visuels en 1948, pour Les Conquérants d'un nouveau monde.